# 和気仲世
和気 仲世（わけ の なかよ）は、平安時代前期の貴族。民部卿・和気清麻呂の六男。官位は従四位上・播磨守。

## 経歴
延暦21年（802年）文章生に補せられ、大同元年（806年）大学大允、弘仁6年（815年）式部大丞を経て、弘仁10年（819年）従五位下に叙爵。
天長元年（824年）かつて父・和気清麻呂が建立し桓武朝に定額寺に列格されていた神願寺について、寺域が汚れていることを理由に、高雄山寺の寺域に移して、新たに神護国祚真言寺と称することを、兄・真綱と共に言上して許されている。淳和朝では、北陸道巡察使・近江介と地方官を歴任するが、近江介在任中は俸禄を貧民に施し与えたという。またこの間の天長3年（826年）従五位上、天長8年（831年）正五位下と昇進し、承和元年（834年）迄に従四位下に叙せられている。
仁明朝に入り、承和4年（837年）弾正大弼に任ぜられるが、初め弾正台に南門がなかったことから、申請して中院西門を移築して南門とした。また、個人的に位禄をもって近江国高島郡の田五町を購入して、太政官厨家の費用に充当したという。のち阿波守・刑部大輔・伊勢守・治部大輔・勘解由長官などを歴任し、承和8年（841年）従四位上に至る。承和11年（844年）播磨守として同国に赴任するが、国内は穏やかで落ち着き、民衆は敢えて騒ぎ立てるようなことはなかったという。
病により仁寿2年（852年）2月19日に人々に惜しまれつつ卒去。享年69。最終官位は散位従四位上。

## 人物
非常に孝行な性格であった。忠実に朝廷のために一身を捧げて働き、毎晩就寝する際は首を大内裏に向けて寝たという。また、兄・真綱と共に空海を庇護した。

## 官歴
『六国史』による。
- 延暦21年（802年） 日付不詳：文章生
- 大同元年（806年） 日付不詳：大学大允
- 弘仁6年（815年） 日付不詳：式部大丞
- 時期不詳：正六位上
- 弘仁10年（819年） 正月7日：従五位下
- 天長元年（824年） 9月27日：見弾正少弼。日付不詳：北陸道巡察使
- 天長3年（826年） 正月7日：従五位上
- 天長4年（827年） 日付不詳：近江介
- 天長8年（831年） 正月4日：正五位下
- 時期不詳：従四位下
- 承和元年（834年） 2月13日：見治部大輔
- 承和4年（837年） 日付不詳：弾正大弼
- 承和5年（838年） 11月20日：阿波守
- 承和6年（839年） 2月18日：刑部大輔。9月7日：伊勢守。10月25日：治部大輔
- 承和7年（840年） 6月10日：勘解由長官
- 承和8年（841年） 5月26日：兼豊前守。11月20日：従四位上
- 承和11年（844年） 日付不詳：播磨守
- 仁寿2年（852年） 2月19日：卒去（散位従四位上）

## 系譜
- 父：和気清麻呂（733-799）
- 母：不詳
- 生母不明の子女
  - 男子：和気貞臣（817-853） - 兄真綱の養子